# Château de Chaulieu
Le château de Chaulieu est une ancienne demeure fortifiée, du XVIe siècle, qui se dresse sur la commune française de Chaulieu dans le sud-est du département de la Manche, en région Normandie.
Le château fait l’objet d’une inscription partielle au titre des monuments historiques.

## Localisation
Le château de Chaulieu est situé, dans le Mortanais, à 1,2 kilomètre au nord-ouest du bourg de Saint-Sauveur-de-Chaulieu, ancienne commune intégrée à la commune de Chaulieu, dans le département français de la Manche.

## Historique
Vers 1552, un Thomas Bourget, sieur de Saint-Germain-de-Tallevende, associe au vocable de ses sieuries celle de « Chaulieu ».
C'est probablement, Pierre Bourget, son neveu, qui fait construire la cour de Chaulieu, à l'emplacement d'un ancien château. Celui-ci, receveur des tailles à Vire et à Conches en 1587, termine sa carrière au bureau des Finances de Caen et décède en 1638, après avoir adhéré au protestantisme. Sa famille conservera le château jusqu'en 1706.
En 1709, le château est la possession de Jacques de Carbonnel, protestant également issu de la bourgeoisie caennaise. Chaulieu passe, en 1742, dans la famille de Calmesnil à la suite du mariage de Marguerite-Jacqueline de Carbonnel avec Gabriel-Jacques de Calmesnil, qui dès 1753 vend le château à Julien des Rotours, seigneur de la Lande-Vaumont. Cette famille conservera Chaulieu jusqu'en 1989.
Au printemps 1796, Louis de Frotté, avec une quinzaine de ses officiers, séjourne au château. C'est également en 1796 que décèdera Jacques-Augustin de Rotours, baron de Chaulieu, en possession du manoir. Son fils, Louis-Jules-Auguste de Rotours, lui succédera en tant que maître des lieux de 1796 à 1852. Ce dernier dès l'âge de seize-ans avait pris cause pour la chouannerie, en rejoignant l'armée royale de Normandie, commandé par Frotté. Blessé lors d'une attaque contre Vire le 27 octobre 1799, il échappera aux « bleus » et put regagner ensuite son manoir de Chaulieu.
En août 1944, la 29e division d'infanterie US du général Gerhardt installe son poste de commandement au château.
En 1989, le manoir est acquis par monsieur et madame Cenni, qui entreprennent sa restauration. Les bâtiments avaient été sérieusement endommagés lors de la contre-attaque de Mortain en 1944 pendant la bataille de Normandie, et laissés à l'abandon.

## Description
Le château de plan massé se présente sous la forme d'un bâtiment quadrangulaire, d'un étage, flanqué de deux échauguettes défensives sur culot. L'étage s'éclaire par trois fenêtres à meneaux à l'aplomb de trois lucarnes en toiture. Devant le château se dresse l'ancien pavillon de garde du XVIe siècle. Des douves, ainsi que la porte située à l'ouest du domaine, avec un de ses piliers supportant un décor en pierre sculptée, complètent cet ensemble.
À l'intérieur, on peut voir deux cheminées en granit, dont celle du XVIIIe siècle, peinte, située dans le grand salon, pièce qui arbore un plafond peint en décor polychromés. À voir également un ensemble de pièces de mobiliers, et le système défensif des différentes pièces qui se protégeaient mutuellement prenant en enfilade, portes, escaliers et couloir.

## Protection
Sont inscrites par arrêté du 25 juillet 1973 :
- les façades et toitures du château, de l'ancienne chapelle et des anciennes écuries ;
- la cheminée de la grande salle au rez-de-chaussée.